# Jorge Dueñas
Jorge Dueñas de Galarza (Bilbao, 16 de octubre de 1962) es un exjugador y actual entrenador español de balonmano, seleccionador de la selección femenina de balonmano española desde 2007 hasta el año 2017, siendo el entrenador que más veces la ha dirigido con un total de 191 partidos. Actualmente es el seleccionador nacional del equipo femenino de Brasil.

## Biografía
Es licenciado en Ciencias de la Actividad Física y del Deporte por el INEF de Madrid, Actualmente es profesor de kirolene.

## Carrera

### Como jugador
Fue jugador de clubes de Asobal como Michelin de Valladolid, Caja Madrid, Naranco y Villa de Avilés y otros equipos de División de Honor de Balonmano como Claretianos, Leganés e Iberduero. Jugaba en la posición de portero(balonmano). Comenzó su carrera en el año 1981 y se retiró en 1994.

### Como entrenador

#### Inicios
Comenzó su carrera como entrenador en el Iberduero (equipo en el que se retiró) en 1995, y en su primer y único año allí, consiguió el ascenso a la División de Honor B. Después, entrenó al Arrate femenino durante 1996/98, y en el Bidebieta la campaña 1998/99. Luego volvió a la Juventud Deportiva Arrate, esta vez desde 1999 hasta 2005, y con la que logró dos ascensos: en el año 2000 a División de Honor B y en el 2003 a la Liga Asobal. La temporada 2005/06 dirigió al Balonmano Zuazo.

#### Selección española femenina
Tras un año fuera de los banquillos, se hizo cargo de la Selección femenina de balonmano de España, el 2 de octubre de 2007, en sustitución de Miguel Ángel Florido. Actualmente, Dueñas, con 185 partidos, es con diferencia el entrenador que más veces ha dirigido a la selección femenina.
Su primer torneo de importancia, fue el Campeonato Mundial Femenino de Balonmano de 2007. La primera fase las enfrentó a Congo, Japón y Hungría y pasaron como segundas de grupo tras empatar ante las húngaras y ganar sus otros dos partidos. En la siguiente fase comenzaron perdiendo ante Alemania y Rumanía. Después ganaron a Corea del Sur y se enfrentaron en el último partido ante las ya eliminadas, Polonia, para conseguir el pase a los cuartos de final, sin embargo perdieron 29-30 y fueron eliminadas.
En el Campeonato Europeo de Balonmano Femenino de 2008 comenzaron empatando dos partidos, ante Noruega y ante Ucrania, pero pasaron como segundas de grupo tras las noruegas. En la segunda ronda, sin embargo, ganaron a Rumanía y Hungría, y perdieron ante Dinamarca, consiguiendo pasar a las semifinales ante Alemania. Fue un partido difícil pero vencieron por 32-29, aunque perdieron la final ante las favoritas, las noruegas, que solo habían cedido un empate ante las españolas en toda la competición. A partir de aquí comenzaría la implacable trayectoria de Dueñas y de sus chicas.
Luego llegó el Campeonato Mundial Femenino de Balonmano de 2009, disputado en China. En la primera fase fueron primeras de grupo venciendo todos sus encuentros. En la siguiente ronda empataron ante Hungría, ganaron a Rumanía y fueron derrotadas por Noruega. Pasaron como segundas de grupo tras Noruega, y se enfrentaron en las semifinales ante Francia que las venció por 27-23. En la lucha por el bronce se volvieron a enfrentar a Noruega y fueron derrotadas por 26-31.
En el Campeonato Europeo de Balonmano Femenino de 2010 comenzaron perdiendo ante Rumanía. Después ganaron a Serbia, pero volvieron a perder, esta vez ante Dinamarca, terminando la primera fase como terceras de grupo. En la segunda fase consiguieron ganar a Rusia, pero perdieron los otros dos partidos, siendo eliminadas y terminando finalmente undécimas.
En 2011 llegó el Campeonato Mundial Femenino de Balonmano de 2011 celebrado en Brasil. En la fase de grupos fueron segundas tras el equipo nacional de Rusia, que ganó todos sus partidos. En la siguiente fase vencieron a Montenegro por 23-19, y en los cuartos de final a Brasil por 27-26. Sin embargo, en las semifinales se enfrentaron a la futura campeona, Noruega, contra la que fueron derrotadas por 30-22. En la lucha por la medalla de bronce se enfrentaron a Dinamarca, y vencieron por 18-24.
En junio de 2012 superaron el Preolímpico disputado en Guadalajara, lo que le dio acceso a participar en los Juegos Olímpicos de Londres 2012. Fueron terceras en el grupo B, tras Francia y Corea del Sur. Se enfrentaron en los cuartos de final a Croacia y ganaron por 25-22, clasificándose para las semifinales ante Montenegro, que había dado la sorpresa al eliminar a unas de las favoritas, Francia. El partido fue muy igualado, pero finalmente ganó Montenegro por 27-26. Sin embargo quedaba el partido por el bronce, que enfrentaba al equipo español contra las coreanas nuevamente. En la liga previa habían ganado las coreanas por 27-31, pero en esta ocasión se impusieron las españolas por 29-31, en un partido agónico en que el equipo de Dueñas acabó ganando por dos goles en la segunda prórroga. Fueron bautizadas como "las guerreras".
En el Campeonato Europeo de Balonmano Femenino de 2012 celebrado a finales de año en Serbia, consiguieron pasar a la segunda liguilla, aunque en ella fueron últimas, donde se notó la ausencia de la destacada central Macarena Aguilar que se lesionó en un partido de la primera ronda.

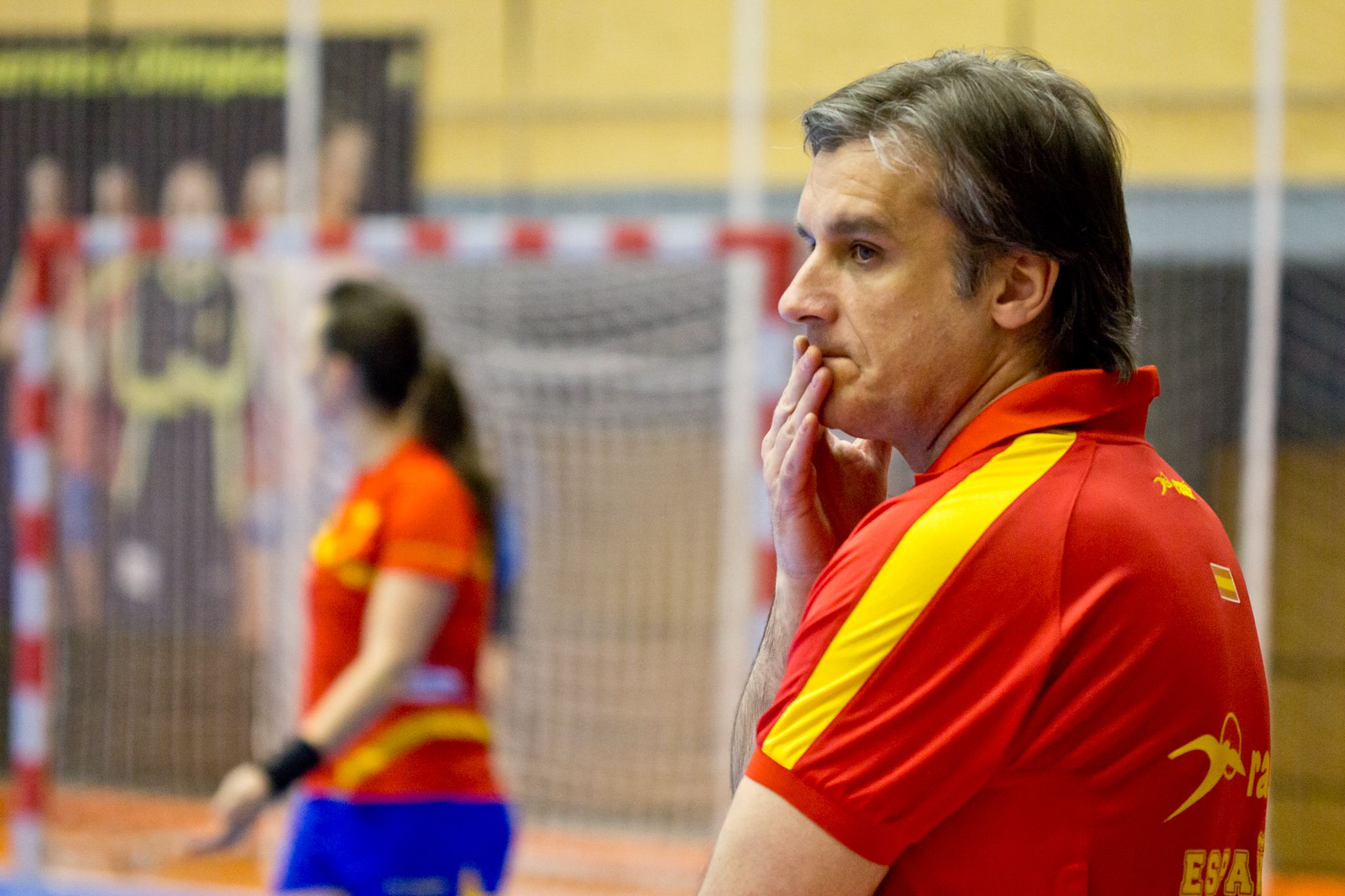
Jorge Dueñas dirigiendo a la selección femenina española en 2013.

En el Campeonato Mundial de Balonmano Femenino de 2013 disputado también en Serbia, las guerreras pasaron la primera fase sin muchos problemas, tras ganar a Polonia, Argentina, Paraguay y Angola y tan sólo perder ante la potente Noruega. Sin embargo, en octavos de final volvieron a caer eliminadas otra vez ante Hungría (que ya les ganó en el Europeo pasado) por 28-21, cerrando así el campeonato en una discreta décima posición.
Un año después, tuvo lugar el Campeonato Europeo de Balonmano Femenino de 2014 en Hungría y Croacia. Superaron la primera fase con pleno de victorias y puntos tras vencer a Polonia, Rusia y Hungría. Sin embargo en la Maind Round perdieron sus dos primeros partidos ante Noruega y Rumanía. Finalmente en el decisivo y último partido, lograron una impresionante victoria ante Dinamarca por 29-22 para pasar por segunda vez en su historia a unas semifinales de un Europeo. En las semifinales se vengaron de su derrota ante Montenegro en los JJOO ganando por un vibrante 19-18, pasando a su segunda final de un Europeo. En la final se volvieron a cruzar contra Noruega perdiendo por 28-25 y acabando finalmente con una gran medalla de plata.
El siguiente torneo importante es el Campeonato Mundial de Balonmano Femenino de 2015, que se disputará en Dinamarca del 5 al 20 de diciembre. En la fase de grupos, comienzan ganando a Kazajistán, aunque luego pierden 28-26 ante la potente Rusia. Pese a esa derrota, se rehacen, y luego consiguen ganar cómodamente a Rumanía por 26-18 y golear a la débil Puerto Rico por 39-13. Finalmente, en el último partido de la liguilla de grupos caen ante Noruega por 26-29, acabando terceras de grupo y teniendo un complicado cruce en octavos de final ante Francia. Finalmente, en octavos fueron eliminadas por las francesas tras un penalti muy dudoso con el tiempo cumplido (22-21). No obstante, el arbitraje fue muy cuestionado por diversas exclusiones dudosas para las españolas, y por una roja directa también muy dudosa a la Carmen Martín, que hizo estallar a Dueñas que cargó duramente contra los árbitros al término del partido. Ante esta situación, las guerreras fueron eliminadas en octavos (al igual que el último Mundial), siendo duodécimas. 
Dueñas ha hecho debutar a talentosas jugadoras como Nerea Pena, Lara González, Beatriz Escribano, Elisabeth Chávez o Mireya González, y ha evolucionado y convertido en estrellas a jugadoras como Marta Mangué, Carmen Martín o Macarena Aguilar.

## Palmarés

### Como entrenador
Iberduero
- Ascenso a División de Honor B: 1996

Juventud Deportiva Arrate
- Ascenso a División de Honor B: 2000
- Ascenso a Liga Asobal: 2003

Selección femenina de balonmano de España
- Medalla de plata en el Europeo Macedonia 2008 y Europeo Hungría 2014.
- Medalla de bronce en el Mundial Brasil 2011.
- Medalla de bronce en los Juegos Olímpicos de Londres 2012.